# George S. Mickelson

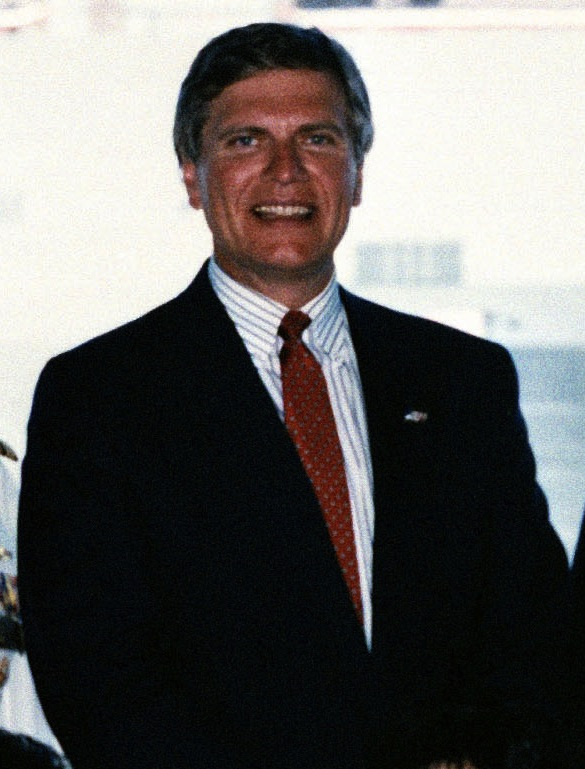
George S. Mickelson (1989)

George Speaker Mickelson (* 31. Januar 1941 in Mobridge, Walworth County, South Dakota; † 19. April 1993 in Dubuque, Iowa) war ein US-amerikanischer Politiker und von 1987 bis 1993 der 28. Gouverneur des Bundesstaates South Dakota.

## Frühe Jahre und politischer Aufstieg
George S. Mickelson war der Sohn von George Theodore Mickelson, der zwischen 1947 und 1951 als Gouverneur von South Dakota amtierte. Der jüngere Mickelson studierte bis 1965 an der University of South Dakota Jura. Während des Vietnamkrieges diente er als Hauptmann (Captain) in der US Army. Seit 1969 bis zu seinem Tod war er neben seinen jeweiligen politischen Ämtern Rechtsanwalt in Brookings.
Wie sein Vater war auch der Sohn Mitglied der Republikanischen Partei. Im Lauf seines politischen Aufstiegs war er Sonderstaatsanwalt im Justizministerium von South Dakota und Bezirksstaatsanwalt im Brookings County. Zwischen 1975 und 1980 saß er als Abgeordneter im Repräsentantenhaus von South Dakota. 1979 wurde er als Nachfolger von Lowell C. Hansen der Speaker dieser Parlamentskammer. Im Jahr 1986 wurde er zum neuen Gouverneur seines Staates gewählt, wobei er sich mit 52:48 Prozent der Stimmen gegen den Demokraten Lars Herseth durchsetzte.

## Gouverneur von South Dakota und Lebensende
Mickelson trat sein neues Amt am 6. Januar 1987 an und schaffte im Jahr 1990 die Wiederwahl. Während seiner Amtszeit setzte er sich für die Verbesserung des Bildungswesens ein. Außerdem wurden die Mindestlöhne erhöht und das Gesundheitswesen reformiert. Auch eine Staatslotterie wurde in South Dakota eingeführt. Im Jahr 1989 konnte der Gouverneur die Feierlichkeiten zum 100. Jubiläum des Bundesstaates eröffnen. George Mickelson starb am 19. April 1993 bei einem Flugzeugabsturz. Er war mit Linda McCahren verheiratet, mit der er drei Kinder hatte. Der 1966 geborene Mark Mickelson wurde wie sein Vater Speaker des Repräsentantenhauses von South Dakota.